# Schwiegersohn Junior
Schwiegersohn Junior ist eine US-amerikanische Filmkomödie mit Pauly Shore und Carla Gugino, die unter der Regie von Steve Rash im Jahr 1993 gedreht wurde.

## Handlung
Rebecca Warner stammt aus dem Mittleren Westen und studiert zurzeit in Kalifornien. Dort hat sie auch ihren neuen Freund Crawl kennengelernt. Zusammen statten die beiden ihren traditionellen Eltern einen Besuch ab. Die Eltern sind von dem chaotischen neuen Freund ihrer Tochter schockiert, hatten sie doch bereits Pläne für eine Vermählung mit dem jungen Landwirt Travis. Zum Thanksgiving-Fest verkündet Rebecca, dass sie und Crawl heiraten werden.
Der verschmähte Travis und Rebeccas schockierte Eltern versuchen alles, um Crawl von der Farm zu vertreiben und die Verlobung zu lösen. Doch Crawl kann nach und nach die Sympathien auf seine Seite ziehen.

## Kritik
„Aufdringliche Teenager-Komödie auf unterstem Niveau.“

## Auszeichnungen
- MTV-Movie-Award-Nominierung für Pauly Shore in der Kategorie Bester Komiker.
- Die Deutsche Film- und Medienbewertung FBW in Wiesbaden verlieh dem Film das Prädikat wertvoll.